# 小松未歩 3rd〜everywhere〜
『小松未歩 3rd〜everywhere〜』（こまつみほ・サード・エブリウェア）は、日本のシンガーソングライター・小松未歩が2000年2月16日にGIZA studioから発売した3枚目のオリジナルアルバムである。
オフィシャルサイトには『miho komatsu 3rd〜everywhere〜』と表記されている。

## 制作と構成
GIZA studio移籍後初のアルバムであり「さよならのかけら」から「風がそよぐ場所」までの3作のシングル曲などを収録した3枚目のアルバム。サブタイトルの『everywhere』は「いつも近くに感じてほしい」という気持ちからつけられた。
本作から2002年の『小松未歩 5 〜source〜』まではセルフカバーが収録されない。
B'zやZARDのレコーディングエンジニアとして知られる野村昌之がエンジニアとして参加している。

## アートワーク
外装はスリーブケース仕様、裏ジャケットはクリアシートなど、パッケージ加工に凝っている。歌詞カードは1枚の紙に記載されており、広げると裏面がジャケット写真のミニポスターとなっている。

## 批評
| 専門評論家によるレビュー | 専門評論家によるレビュー |
| レビュー・スコア         | レビュー・スコア         |
| 出典                     | 評価                     |
| ------------------------ | ------------------------ |
| CDジャーナル             | 否定的                   |

CDジャーナルは、「何気ない情景や感情を、繊細に表現した言葉遣いが知的だ」としながらも、「『No time to fall』はトーンの低いサウンドと確信を突く詞が胸を苦しくさせる印象的な歌だ。声の伸びがいま一歩で残念」と否定的に評価している。

## 記録
オリコンチャート最高5位にチャートインし、累計売上枚数10万枚を記録した。

## 収録曲
| 全作詞・作曲: 小松未歩。 |                         |           |            |                    |      |
| #                        | タイトル                | 作詞      | 作曲・編曲 | 編曲               | 時間 |
| 1.                       | 「最短距離で」          | 小松未歩  | 小松未歩   | 古井弘人           | 4:34 |
| 2.                       | 「BEAUTIFUL LIFE」      | 小松未歩  | 小松未歩   | 葉山たけし         | 4:42 |
| 3.                       | 「As」                  | 小松未歩  | 小松未歩   | 葉山たけし         | 5:44 |
| 4.                       | 「風がそよぐ場所」      | 小松未歩  | 小松未歩   | 古井弘人           | 4:19 |
| 5.                       | 「sickness」            | 小松未歩  | 小松未歩   | 葉山たけし         | 5:36 |
| 6.                       | 「No time to fall」     | 小松未歩  | 小松未歩   | 古井弘人           | 4:13 |
| 7.                       | 「Holding, Holding on」 | 小松未歩  | 小松未歩   | 古井弘人           | 4:21 |
| 8.                       | 「BOY FRIEND」          | 小松未歩  | 小松未歩   | 古井弘人           | 4:19 |
| 9.                       | 「さよならのかけら」    | 小松未歩  | 小松未歩   | 古井弘人           | 4:21 |
| 10.                      | 「夢と現実の狭間」      | 小松未歩  | 小松未歩   | 尾城九龍           | 5:20 |
| 11.                      | 「雨が降る度に」        | 小松未歩  | 小松未歩   | 北野正人・尾城九龍 | 4:44 |
| 合計時間:                | 合計時間:               | 合計時間: | 52:13      |                    |      |

## 楽曲解説
1. 最短距離で
8thシングル。シングルバージョンより落ち着いたテンポのリアレンジバージョン。
2. BEAUTIFUL LIFE
アルバム発売時にビデオクリップが制作されており、小松未歩の全作品で初めて、本人が歌う姿を収録した映像を使用していた（なお、シングルで初めて歌う姿を披露したのは「あなたがいるから」である）。小松の作品のジャケットなどでよく見られる、後頭部で髪をまとめた姿ではなく、髪を下ろしたショートヘアの姿で収録されている。
新星堂の新譜情報「SOUND CUE」2000年2月号では、『「やじうまワイド」テーマソング（1/3よりオンエア）「HAPPY HOLIDEAYS」』（原文ママ）と、異なる曲名で紹介されていた。
3. As
4. 風がそよぐ場所
9thシングル。
5. sickness
6. No time to fall
7. Holding, Holding on
8. BOY FRIEND
7thシングル「さよならのかけら」のカップリング曲。シングル盤よりも若干、ヴォーカルが前面に出ている。
もともと2ndアルバム『小松未歩 2nd〜未来〜』に収録予定であったが見送られた経緯がある。なお、小松によるセルフライナーノーツによると、本アルバムにも、直前まで入れるつもりが無かったとのこと。
9. さよならのかけら
7thシングル。
セルフライナーノーツによると、シングルバージョンのミックステイク違いがあるとのこと。
10. 夢と現実の狭間
11. 雨が降る度に

## 参加ミュージシャン
- 小松未歩：Vocal (全曲)

サポートミュージシャン
- 古井弘人：Synthesizer (#1,4,6〜9)
- 葉山たけし：Synthesizer & Guitar (#2,3,5)
- 尾城九龍：Synthesizer (#10,11)
- 北野正人：Synthesizer (#11)
- 大賀好修：Guitar (#1,4,6〜9)
- 三好誠：Guitar (#8,9)
- 綿貫正顕：Guitar (#9)
- 渡辺直樹：Bass (#2,3,5)
- 小野塚晃：Acoustic Piano & Organ (#3)、Electric Piano (#5)
- Secil Minami：Chorus (全曲)

## タイアップ
- TBS系列情報バラエティ番組『ランク王国』オープニングテーマ[5] (#1)
- テレビ朝日系列朝の情報番組『やじうまワイド』テーマソング[注釈 1] (#2)
- CBC制作・TBS系列テレビアニメ『モンスターファーム 〜円盤石の秘密〜』オープニングテーマ[6][7] (#4)
- CBC制作・TBS系列テレビアニメ『モンスターファーム 〜円盤石の秘密〜』第48話エンディングテーマ[7] (#4)
- テレビ朝日系列情報バラエティ番組『PAKU2グルメんぼ』エンディングテーマ[8] (#9)